# NGC 4281
NGC 4281 (другие обозначения — UGC 7389, MCG 1-32-12, ZWG 42.34, VCC 408, IRAS12177+0539, PGC 39801) — линзовидная галактика в созвездии Девы. Открыта Уильямом Гершелем в 1785 году.
Масса сверхмассивной чёрной дыры в центре галактики составляет 5,4±0,8⋅108 M⊙. Эллиптичность изофот галактики возрастает до радиуса в 22 секунды дуги, остаётся постоянной до 55 секунд дуги, затем падает. Это указывает на то, что галактика состоит из наклонённого к картинной плоскости диска, включённого в сфероидальную систему. На расстоянии 9 секунд дуги от центра (1 кпк) наблюдается пылевое кольцо.
Этот объект входит в число перечисленных в оригинальной редакции «Нового общего каталога».